# Stazione di Milano Bovisa (FS)
Stazione di Milano Bovisa egy 1997-ben bezárt vasútállomás Olaszországban, Lombardia régióban, Milánó településen.

## Vasútvonalak
Az állomást az alábbi vasútvonalak érintik:
- Domodossola–Milánó-vasútvonal

## Kapcsolódó állomások
A vasútállomáshoz az alábbi állomások vannak a legközelebb:
- Stazione di Milano Villapizzone
- Stazione di Milano Porta Garibaldi